# Jubal Anderson Early

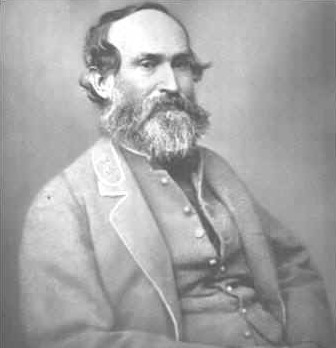
Jubal Anderson Early

Jubal Anderson Early (* 3. November 1816 im Franklin County, Virginia; † 2. März 1894 in Lynchburg, Virginia) war Offizier des US-Heeres, Generalleutnant im konföderierten Heer während des Sezessionskrieges und nach dem Krieg Anwalt. Er war der prominenteste Vertreter des Lost Cause.

## Leben

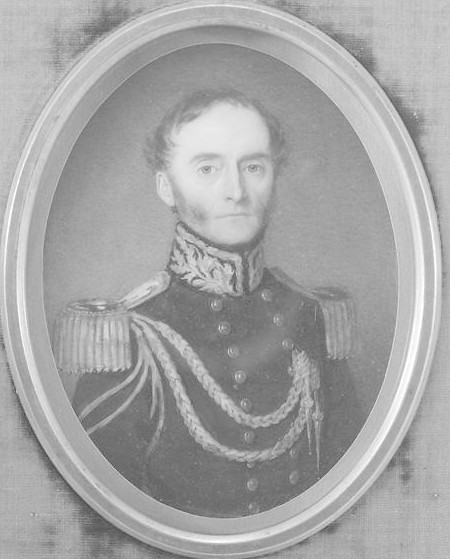
Jubal Anderson Early auf einer Miniatur um 1847–48

Early, der aus einer alteingesessenen Sklavenhalter-Familie aus Virginia stammte absolvierte die Militärakademie West Point 1837 als 18. seines Jahrgangs. Vor dem Amerikanischen Bürgerkrieg praktizierte er als Anwalt. Nach den Volkszählungen von 1840, 1850 und 1860 besaß er keine Sklaven, aber die Steuerliste der Franklin County von 1846 führt einen Sklaven älter als zwölf Jahre auf. Nach Angaben von Ruth H. Early investierte er nicht in Sklaven, hatte aber immer einen schwarzen Diener. Gallagher beschreibt ihn als ein gutes Beispiel für einen Südstaatler, der die Sklaverei verteidigte, obwohl er selbst nur wenige oder keine Sklaven besaß.
Während des Krieges trat Early 1861 auf Seiten seines Heimatstaates Virginia in das Konföderationsheer ein, obwohl er vorher als Mitglied der Secession Convention für den Erhalt der Union eingetreten war. Early, der schon bei Kriegsbeginn unter Arthritis litt und älter als seine 44 Jahre wirkte, erwies sich als erstklassiger Kommandeur, galt andererseits aber auch als starrsinnig, streitlustig und unbeherrscht. Als Brigade- und später Divisionskommandeur unter „Stonewall“ Jackson nahm er an den Schlachten am Bull Run, auf der Halbinsel, am Cedar Mountain, am Antietam, bei Fredericksburg und bei Chancellorsville teil. In der zweiten Schlacht bei Winchester und bei Gettysburg führte er seine Division unter Jacksons Nachfolger, Richard Stoddert Ewell. Kurz nach der Schlacht in der Wilderness wurde er in Vertretung des erkrankten Ambrose Powell Hill mit der Führung des III. Korps der Nord-Virginia-Armee beauftragt, das er in der Schlacht bei Spotsylvania Court House kommandierte.
Nach Hills Genesung kehrte Early nur kurzzeitig zu seiner Division zurück und übernahm schon wenige Tage später dauerhaft das Kommando über das II. Korps, dessen bisheriger Kommandierender General Ewell aus gesundheitlichen Gründen den Dienst im Felde aufgeben musste. Damit verbunden war Earlys baldige Beförderung zum Generalleutnant. Er führte das Korps in der Schlacht von Cold Harbor und wurde dann mit selbstständigen Operationen im Shenandoah Valley beauftragt, die die Öffentlichkeit in den Nordstaaten beunruhigen und feindliche Kräfte binden sollten. Er stieß dabei zusammen mit einer Division unter John C. Breckinridge und insgesamt weniger als 15.000 Soldaten im Juli 1864 bis an den Stadtrand von Washington, D.C. vor. Der Vorstoß, der bis auf acht Kilometer an das Weiße Haus heranreichte, erregte in den Nordstaaten großes Aufsehen und schürte die Angst vor einem Wiedererstarken des Südens. Nach dem Heranziehen von Verstärkungen der Union musste sich Early jedoch nach Virginia zurückziehen. Er wurde daraufhin im Herbst 1864 in der dritten Schlacht bei Winchester sowie in der Schlacht am Cedar Creek von Philip Henry Sheridan entscheidend geschlagen. In beiden Gefechten erwies er sich jeweils zunächst als taktisch überlegen, bis die Unionstruppen ihre zahlenmäßige Überlegenheit auszunutzen begannen. Sein Korps kehrte daraufhin unter dem Kommando von General John Brown Gordon zu Lees Armee bei Petersburg, Virginia zurück, während Early mit zwei Infanteriebrigaden im Shenandoahtal verblieb. Hier wurden seine letzten Truppen am 2. März 1865 bei Waynesboro, Virginia von George A. Custer zerschlagen. Early selbst konnte zwar entkommen, wurde aber am 30. März von Lee seines Kommandos enthoben, was dieser ihm gegenüber mit Druck seitens der Öffentlichkeit und nicht etwa mit mangelndem Vertrauen in Earlys Fähigkeiten begründete.
Nach der Niederlage der Südstaaten floh er über Mexiko und Kuba nach Kanada. 1868 wurde er von Präsident Andrew Johnson begnadigt und kehrte 1869 in seine Heimat zurück, ohne jedoch den Eid auf die Union zu schwören. Er lebte in Lynchburg von einer Beteiligung an der Louisianna Lotterie, die er Mitte der 1870er Jahre erworben hatte.

## Publikationen
Early galt als einer der prominentesten Vertreter der Lost Cause, der „Verlorenen Sache“, und bemühte sich unaufhörlich, in Büchern und Reden die Sezession und vor allem den Kampf des Südens um seine Unabhängigkeit zu rechtfertigen. In diesem Zusammenhang beteiligte er sich einerseits an diversen Versuchen, den inzwischen verstorbenen Robert Edward Lee zu glorifizieren, während er andererseits eine Anzahl ehemaliger Offizierskameraden, denen er die Schuld an der Niederlage gab, nach Kräften zu diffamieren versuchte.
Early glaubte an die Überlegenheit der „weißen Rasse“. Schwarze seien körperlich und geistig minderwertig, und jede Rassenmischung widerspreche göttlichem Gebot.  „Wenn ein Mitglied der [schwarzen] Rasse irgendwo herausragt, so ist dies direkt oder indirekt auf die Einrichtung der Sklaverei zurückzuführen. Es war der Herr von Sklaven, der den größten missionarischen Erfolg erzielte, und der Fortschritt seines Mündels geht auf das Training und den Einfluß dieser Vergangenheit zurück“. Ohne Sklaverei habe die afrikanische oder „Neger-Rasse“ nie einen einzigen zivilisierten Menschen hervorgebracht. Zur Unterstützung der Sklaverei zog er das Alte Testament und klassische Autoren heran. Auch das neue Testament verbiete lediglich die Tötung von Sklaven, nicht aber die Einrichtung als solche. Er behauptete, dass Sklaven in den Südstaaten mit wenigen Ausnahmen gut behandelt wurden und es ihnen dort besser ging als in Afrika. Vernunft und wahre Menschlichkeit verlangten, dass die „schwarze Rasse“ in einem Zustand der Unterordnung gehalten werde – wie auch die Sicherheit der „weißen Rasse“. Bis zu seinem Tode war er von der Rechtmäßigkeit der Sklaverei überzeugt.

### Werke
- A memoir of the last year of the war for independence in the confederate states of America [microform: containing an account of the operations of his commands in the years 1864 and 1865] Published 1866.
- The campaigns of Gen. Robert E. Lee. 2nd revised edition. Publisher: J. Murphy & co. Baltimore, 1872
- Address to the Southern Historical Convention by General Jubal A. Early in: The proceedings of the Southern historical convention  at the Montgomery White Sulphur Springs, Va., on the 14th of August, 1873; and of the Southern historical society as reorganized. Publisher Turnbull brothers Baltimore, 1873
- Lieutenant General Jubal Anderson Early, C.S.A. : Autobiographical sketch and narrative of the War between the States. With Notes by Ruth Hairston Early. Publisher: J.B. Lippincott Company London and Philadelphia; Published 1912
- The heritage of the South; a history of the introduction of slavery; its establishment from colonial times and final effect upon the politics of the United States. by Jubal A. Early and Ruth Hairston Early. Publisher: Press of Brown-Morrison Co. Lynchburg, Va., c1915
- Veröffentlichung von und über Jubal A. Early in Internet Archive (online)